# Фонд культурных и гуманитарных программ М. Л. Ростроповича
Фонд культурных и гуманитарных программ М. Л. Ростроповича — фонд, созданный в 1997 году Мстиславом Ростроповичем как Фонд поддержки молодых музыкантов.

## История фонда
Фонд культурных и гуманитарных программ М. Л. Ростроповича был создан  в 1997 году российским виолончелистом Мстиславом Ростроповичем. Основная миссия фонда — поддержка молодых музыкантов, для оказания разносторонней помощи юным талантливым исполнителям.
Стипендии Фонда, которые получают молодые стипендиаты из Москвы, Нижнего Новгорода, Ростова-на-Дону, Санкт-Петербурга, Петрозаводска, Саратова, Новосибирска, носят имена Сергея Прокофьева, Дмитрия Шостаковича, Давида Ойстраха, Святослава Рихтера, других великих русских музыкантов.
В 2008 году Президентом Фонда стала Ольга Мстиславовна Ростропович.

## Известные стипендиаты фонда
- Ахназарян, Нарек Суренович (1988) —  армянский виолончелист.
- Гайнуллин, Айдар Акреметдинович (1981) — российский баянист, вокалист и композитор, академик кинематографических искусств, заслуженный артист РТ.[1]
- Копачевский, Филипп Игоревич (1990) — российский пианист, лауреат международных конкурсов.[1]
- Малофеев, Александр Дмитриевич (2001) — российский пианист, победитель VIII Международного юношеского конкурса им. П. И. Чайковского.[1]
- Ревич, Юрий Александрович (1991) — российский скрипач.
- Харитонов, Даниил Сергеевич (1998) — российский пианист, лауреат российских и международных конкурсов.
- Хевелев, Алексей Александрович (1979) — российский пианист, композитор, педагог.[2]
- Шаповалов, Денис Валерьевич (1974) — российский виолончелист и дирижер.